# Eberhard Jüngel
Eberhard Jüngel, né le 5 décembre 1934 à Magdebourg en Allemagne et mort le 28 septembre 2021 est un théologien luthérien allemand. Il est aussi professeur de théologie systématique et de philosophie de la religion à la faculté de théologie évangélique de l'université de Tübingen.

## Vie et œuvre
Jüngel est né à Magdebourg le 5 décembre 1934, fils de l'électricien Kurt Jüngel et de sa femme Margarete née Rothemann,, dans un foyer laïc.
Son ouvrage Dieu, mystère du monde est considéré comme une des œuvres théologiques majeures du XXe siècle. Sa publication s'inscrit dans le profond mouvement de renouveau de la théologie trinitaire à partir des années 1970, au sein duquel il faut également compter celle du Dieu crucifié de Jürgen Moltmann (également enseignant à l'université de Tübingen) 
Le sous-titre de cet ouvrage à la croisée de la métaphysique et de la théologie est « Fondement de la théologie du Crucifié dans le débat entre théisme et athéisme ».

## Œuvres
- Dieu, Mystère du Monde. Fondement de la théologie du crucifié dans le débat entre théisme et athéisme (1977), traduit de l'allemand sous la direction de Horst Hombourg, , Paris, Cerf, coll. « Cogitatio Fidei » , 1983..
- « La signification de l'analogie pour la théologie », dans Analogie et Dialectique - essais de théologie fondamentale, ouvrage collectif sous la direction de Pierre Gisel et Philippe Secretan, Lieux Théologiques no 3, Labor et Fides, Paris, 1982.
- Gottes Sein ist im Werden. Verantwortliche Rede vom Sein Gottes bei Karl Barth. Eine Paraphrase, Tübingen, Mohr Siebeck, 1965, 4. Auflage, 1986, 140 pages. (trad. anglaise en 2001)
- La mort (1973), Genève, Labor et Fides, 2020
- Das Evangelium von der Rechtfertigung des Gottlosen als Zentrum des christlichen Glaubens. Eine theologische Studie in ökumenischer Absicht, Tübingen, Mohr Siebeck, 1999, 5. Auflage, 2006, 244 pages (trad. anglaise en 2001).
- Wertlose Wahrheit. Zur Identität und Relevanz des christlichen Glaubens, Theologische Erörterungen, III (Beitrage zur evangelischen Theologie, 107), München, Kaiser Verlag, 1990, 405 pages, 2. Auflage, Tübingen, Mohr Siebeck, 2003, 430 pages (trad. anglaise en 1999)